# Kükenbruch

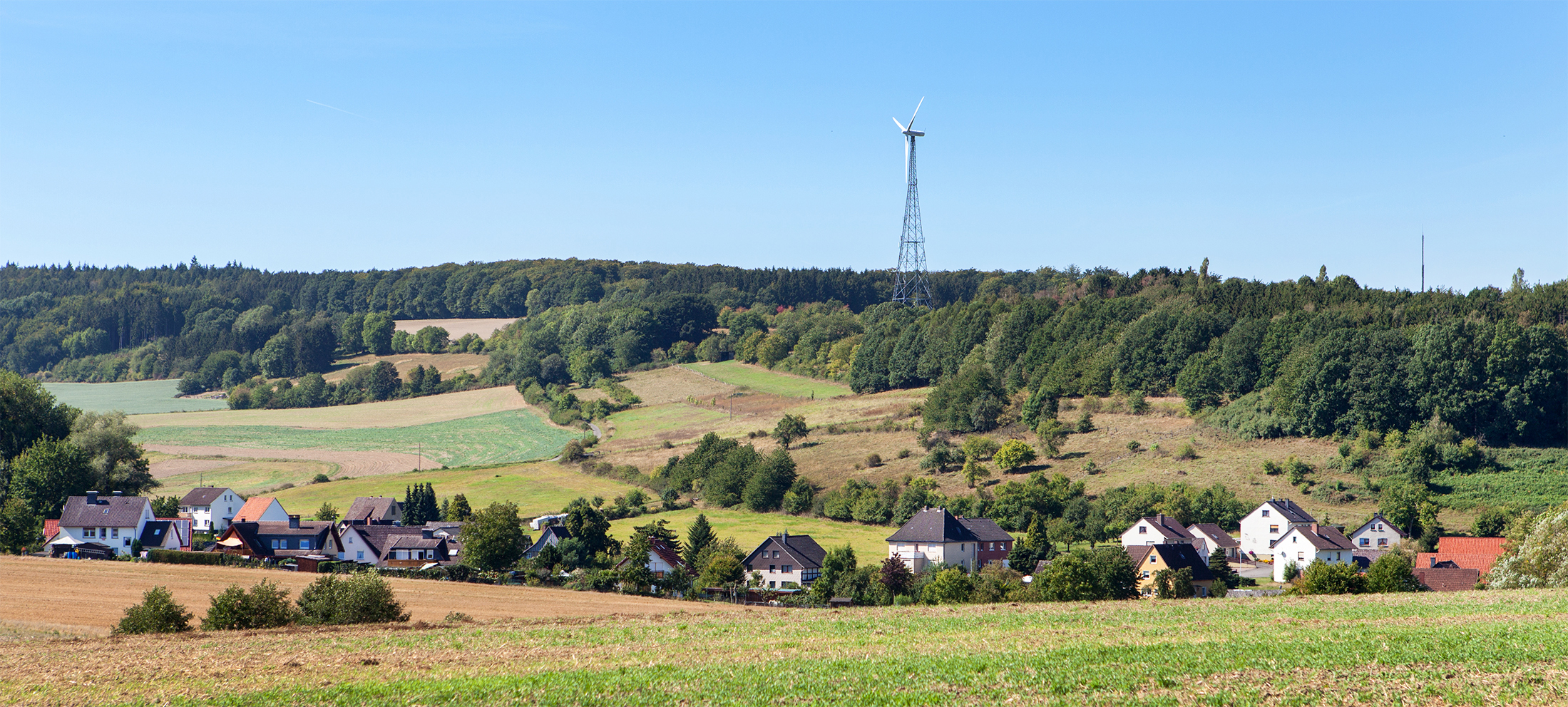
Kükenbruch, Ansicht von Osten

Kükenbruch ist eine kleine Ortschaft in Ostwestfalen-Lippe mit 253 Einwohnern (Stand 31. Dezember 2023) und ist ein Ortsteil der Gemeinde Extertal im Kreis Lippe in Nordrhein-Westfalen.

## Lage und Beschreibung
Der Ort liegt im Norden der Gemeinde Extertal zwischen den Ortsteilen Almena, Laßbruch und Silixen. Er befindet sich auf einer Höhe von etwa 110–150 Metern über Normalnull.
Das Straßendorf liegt an der Kreuzung der beiden Straßen Laßbruch–Krankenhagen und Almena–Silixen. Rinteln liegt etwa 6 km nördlich, Hameln 20 km östlich und Bielefeld 36 km südsüdwestlich (alle Angaben in Luftlinie gemessen). Westlich der Dorfbebauung grenzt direkt das Landschaftsschutzgebiet Grünland-Gehölzkomplex bei Kükenbruch an.

## Geschichte
Die Gemeinde Kükenbruch wurde am 1. Januar 1921 durch Ausgliederung aus der Gemeinde Laßbruch neu gebildet. Am 1. Januar 1969 wurde sie in die neue Gemeinde Extertal eingegliedert.

### Einwohnerentwicklung
| Jahr      | 1860 | 1939 | 1962 |
| Einwohner | 172  | 323  | 401  |
| --------- | ---- | ---- | ---- |

## Wirtschaft und Infrastruktur
Östlich der Ortschaft, im Tal der Exter, einem linken Zufluss der Weser, verläuft die Extertalstraße (Landesstraße 435).
In der kleinen Ortschaft Bögerhof, kurz vor der Landesgrenze zu Niedersachsen, befand sich eine Bahnstation der heute nur noch touristisch genutzten Extertalbahn. 
Kükenbruch besitzt auch heute noch ein von der Land- und Forstwirtschaft geprägtes Erscheinungsbild, auch wenn heutzutage diese Wirtschaftszweige keine nennenswerte Rolle mehr spielen. Es gibt im Ort keine Einzelhandelsgeschäfte mehr. Als einzigen Gastronomiebetrieb gibt es einen überregional bekannten Bikertreff.

## Persönlichkeiten des Ortes
- Alfred Hugenberg (1865 in Hannover – 1951 in Kükenbruch), deutschnationaler Großunternehmer und Wegbereiter der NSDAP-Herrschaft.